# Rudimental
Rudimental (МФА: [rudimental], в пер. с англ. — рудиментарный) — британская электронная группа, образованная в 2010 году в пригороде Лондона — Хакни.
У группы заключен контракт с лейблом Asylum Records. Кроме этого, у группы действует контракт с независимым лейблом Black Butter. Квартет состоит из Amir Amor, Piers Agget, Kesi Dryden и DJ Locksmith (Леон Ролле).
Они были номинированы на премию Mercury Prize в 2013 году, и выиграли несколько наград, включая BRIT Awards, и премию Mobo за лучший альбом. Также, у группы имеются номинации на церемонии MTV Europe Music Awards за лучший новый старт. Rudimental добились нескольких платиновых дисков по продажам альбомов и синглов в нескольких странах в том числе в Великобритании и Австралии.

## Карьера

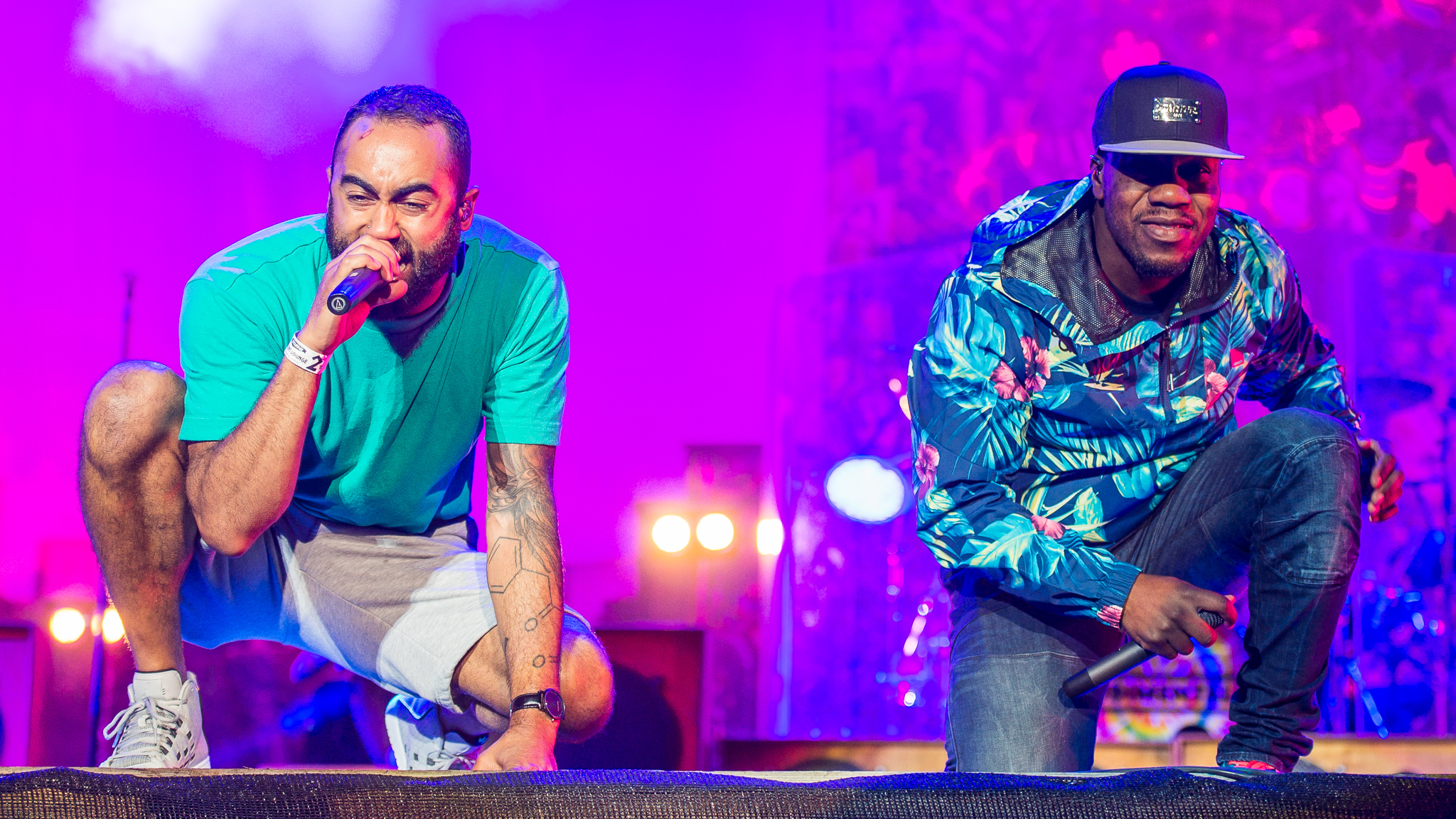
Группа на концерте в Нюрнберге

20 февраля 2012 года, Rudimental выпустили трек Spoons совместно с MNEK и Syron в качестве дебютного сингла с дебютного студийного альбома Home. Трек не попал в чарты, но получил широкую ротацию на нескольких крупных радиостанциях.
Группа получила известность в 2012 году, когда их сингл Feel Love, при участии певца Джона Ньюмана, возглавил в UK Singles Chart. После этого они также были номинированы на премию BRIT Awards в 2013 году. Feel Love была также использована на начальных титрах в документальном фильме Spark: A Burning Man Story.
Коллектив продолжает ездить по миру и дает концерты как в Европе, так и в Северной Америке, за что нередко номинируется на различные музыкальные премии.